# Ralph McKittrick
Pour les articles homonymes, voir McKittrick.
Ralph McKittrick (Saint-Louis, Missouri, 17 août 1877 - Saint-Louis, Missouri, 4 mai 1923) est un golfeur et joueur de tennis américain. 

## Biographie
En 1904, il remporta une médaille d'argent en golf aux Jeux olympiques de St. Louis, dans la catégorie par équipe.